# Troadio Gonzalez
Troadio John Gonzalez, né le 28 décembre 1941, est un juge de la Cour suprême du Belize.

## Biographie
Né au Belize, Troadio Gonzalez obtient une Bachelor of Laws à la faculté de droit de l'université des Indes occidentales à la Barbade et en Jamaïque, puis à la Norman Manley Law School en Jamaïque,. Il est Procureur de la Couronne (Crown Counsel) au bureau du Directeur des poursuites publiques de 1981 à 1988 ; Premier magistrat de 1988 à 1991 et Directeur des poursuites publiques de 1991 à 1993. Il est nommé juge à la Cour suprême du Belize en 1993 puis juge en chef par intérim de 1999 jusqu'à ce qu'Abdulai Conteh de Sierra Leone soit officiellement nommé à ce poste l'année suivante. Gonzalez détiendrait le record du Belize pour le délai le plus long avant qu'un jugement ne soit rendu dans une affaire : DFC v Classic Woods Limited, qui a été entendue en 1994 mais sur laquelle il n'avait pas encore rendu de jugement près de quinze ans plus tard, en septembre 2009.
L'une des affaires présidées par Gonzalez en 2006, le procès pour meurtre de Kirk Gordon, allait devenir la dernière affaire pénale bélizienne à être entendue en appel par le Comité judiciaire du Conseil privé ; le 1er juin 2010, le Belize remplace le Conseil privé par la Cour caribéenne de justice en tant que juridiction de dernier recours. Le Conseil privé réduit la condamnation pour meurtre de Gordon à une condamnation pour homicide involontaire, estimant que les instructions données au jury par Gonzalez concernant la défense de la perte partielle de contrôle avaient à tort orienté le jury vers la question de savoir si une personne raisonnable aurait ressenti de la terreur et une menace immédiate de mort, plutôt que de prendre en compte l'état d'esprit réel de Gordon.
Bien qu'il ait atteint l'âge ordinaire de la retraite de 65 ans en décembre 2006, Gonzalez continue à siéger et à instruire des affaires. La Constitution du Belize permet à un juge de continuer à siéger jusqu'à l'âge de 75 ans s'il est officiellement reconduit dans ses fonctions, mais Gonzalez n'a jamais entrepris cette démarche. Cela a remis en question les verdicts qu'il avait rendu dans 38 affaires pénales. Après la révélation de son statut en février 2008, il se met en congé pour une durée indéterminée. Le gouvernement adopte une loi visant à priver le Sénat du Belize de son pouvoir de confirmer la reconduction de Gonzalez, mais cette loi est contestée devant les tribunaux. En août, le procureur général Wilfred Elrington accorde à Troadio Gonzalez un contrat d'un an pour qu'il continue à siéger à la Cour suprême, cette extension est justifiée pour « résorber des dossiers en retard ». En juin, Elvis Myers, un homme que Gonzalez a condamné à la prison à vie pour meurtre, conteste l'éligibilité de Gonzalez pour avoir présidé son procès. Par coïncidence, son avocat est le frère d'Elrington, Hubert Elrington. Il prend officiellement sa retraire en 2017 à l'âge de 75 ans.